# Премия памяти профессора Торолфа Рафто

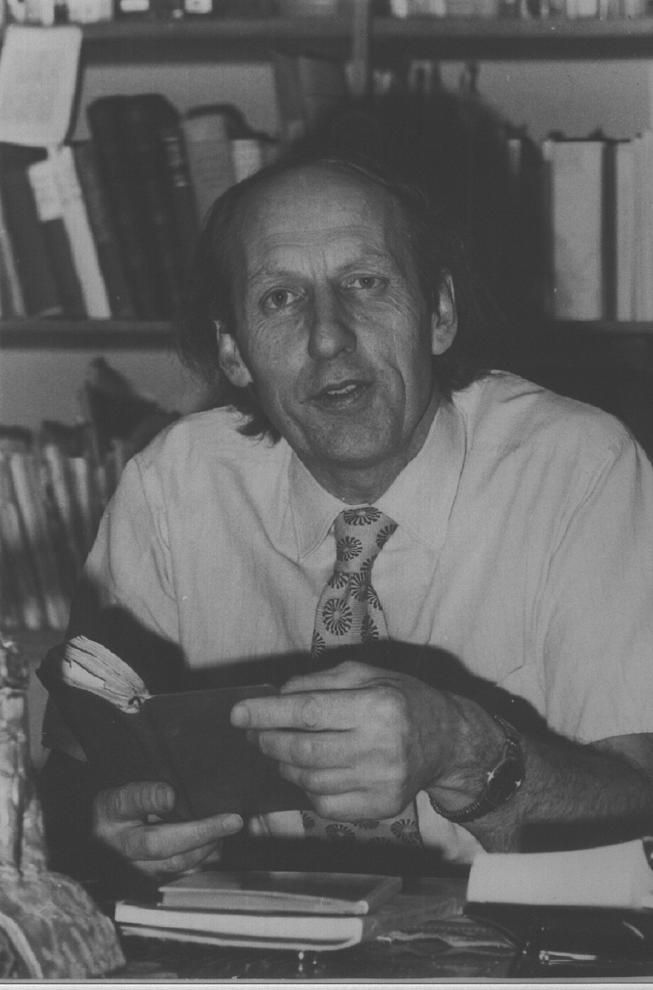
Торолф Рафто

Премия памяти профессора Торолфа Рафто — международная премия за заслуги в борьбе за права человека. Премия вручается фондом Рафто в г. Берген в Норвегии. Цель фонда Рафто — утверждать фундаментальные элементы человеческих прав: свободу духа, политические свободы и свободное предпринимательство. Четырем лауреатам премии Рафто впоследствии была вручена Нобелевская премия мира.

## Лауреаты
- 1987 — Иржи Гаек (Чехословакия)
- 1988 — Тривими Веллисте (Эстония)
- 1989 — Дойна Корня (Румыния) и Фидес (Венгрия)
- 1990 — Аун Сан Су Чжи (Бирма)
- 1991 — Елена Боннэр  (Россия)
- 1992 — Маха Госананда (Камбоджа)
- 1993 — Народ Восточного Тимора
- 1994 — Лейла Зана
- 1995 — Комитет солдатских матерей России
- 1996 — Palermo Anno Uno (Италия)
- 1998 — ЭКПАТ
- 1999 — Геннадий Грушевой (Белоруссия)
- 2000 — Ким Дэ Чжун (Корея)
- 2001 — Ширин Эбади (Иран)
- 2002 — Mohammed Daddach
- 2003 — Paulos Tesfagiorgis
- 2004 — Рабия Кадир
- 2005 — Лидия Юсупова (Россия)
- 2006 — Thích Quảng Độ
- 2007 — National Campaign on Dalit Human Rights (Индия)
- 2008 — Bulambo Lembelembe Josué, Демократическая Республика Конго
- 2009 — Малахат Насибова, Азербайджан
- 2010 — José Raúl Vera López, Мексика
- 2011 — Sexual Minorities Uganda и Фрэнк Мугиша
- 2012 — Нниммо Бассей
- 2013 — Бахрейнский центр прав человека
- 2014 — Агора и Павел Чиков
- 2015 — падре Мело
- 2016 — Янар Мохаммед
- 2017 — Парвина Аханджер и Парвез Имроз